# Adesmia subterranea
El cuerno de cabra o  acerillos (Adesmia subterranea) es una especie de planta con flor de leguminosa arbustiva perenne de la subfamilia Faboideae. Vive entre 2000 y 3500 m s. n. m. en el sur de la cordillera de los Andes.

## Taxonomía
Adesmia subterranea fue descrita por Dominique Clos y publicado en Flora Chilena 2: 192. 1847.
Etimología
Adesmia: nombre genérico que deriva de las palabras griegas: 
a- (sin) y desme (paquete), en referencia a los estambres libres.
subterranea: epíteto latíno que significa "bajo tierra"
Sinonimia
- Patagonium subterraneum (Clos) Kuntze	[4]